# Газиев, Марат Мусаевич
Марат Мусаевич Газиев  (21 ноября 1924, Астрахань — 28 августа 1988, Кишинёв) — советский артист балета, балетмейстер и педагог. 

## Биография
Родился 21 ноября 1924 года в Астрахани.
Учиться балету начал с 13 лет, поступив в Ленинградское государственное хореографическое училище, но обучение не закончил. В 1941—1944 годах — артист балета Туркменского театра оперы и балета (Ашхабад). В 1942—1943 годах служил в Советской армии. В 1947 году окончил Московское хореографическое училище при Большом театре СССР, в 1958 году — балетмейстерское отделение ГИТИСа (специальность «режиссёр-балетмейстер»). 
В 1947—1960 годах Марат Газиев был солистом балета Московского музыкального театра им. К. С. Станиславского и В. И. Немировича-Данченко, одновременно — педагогом Московского хореографического училища. По направлению Министерства культуры СССР работал специалистом по хореографии в Албании (1958) и Афганистане (1960). В 1960—1967 годах — главный балетмейстер и артист балета Пермского академического театра оперы и балета им. П. И. Чайковского, балетмейстер-постановщик в 1973—1975 годах, педагог-балетмейстер Пермского хореографического училища в 1968—1970 и 1972—1973 годах. Газиев также стоял у истоков студенческого самодеятельного танцевального коллектива «Солнечная радуга» Пермского политехнического института.
Благодаря глубокой и яркой музыкальности М. М. Газиев быстро выдвинулся в число самых перспективных молодых хореографов страны. Его первые постановки поражали неожиданностью пластического и образного решения, вызывая горячие споры, выходившие далеко за рамки собственно балетного искусства. И последующие спектакли, классические и современные, становясь ареной противоборства эстетических взглядов, делили, и не только балетную аудиторию, на страстных поклонников и ярых противников М. Газиева, ставившего вопросы о цене и смысле жизни, о человеческом достоинстве задолго до наступившего «массового прозрения». Марат Мусаевич был подлинным профессионалом, балетмейстером редкого, уникального дарования. Он создавал спектакли мудрые, добрые, озорные, весёлые, философские. Словно добрый волшебник, он дарил людям красоту. После Перми работал главным балетмейстером Горьковского (1967—1968), Алма-Атинского (1970—1971), Харьковского (1975—1978) и Кишинёвского (1979—1985) театров оперы и балета. Балет «Коппелия» в редакции Марата Газиева по настоящее время входит в репертуар Национального театра оперы и балета Мария Биешу в Кишинёве.
Умер 28 августа 1988 года в Кишинёве.
В 2000 году был удостоен звания «Выдающийся деятель пермского балета XX столетия» в номинации «Хореограф». 